# Млын (Львовская область)
Млын (укр. Млин) — село в Ралевской сельской общине Самборского района Львовской области Украины.
Население по переписи 2001 года составляло 9 человек, на 2021 год — 7 человек. Занимает площадь 0,027 км². Почтовый индекс — 81480. Телефонный код — 3236.